# Geschiedenis van Gouda

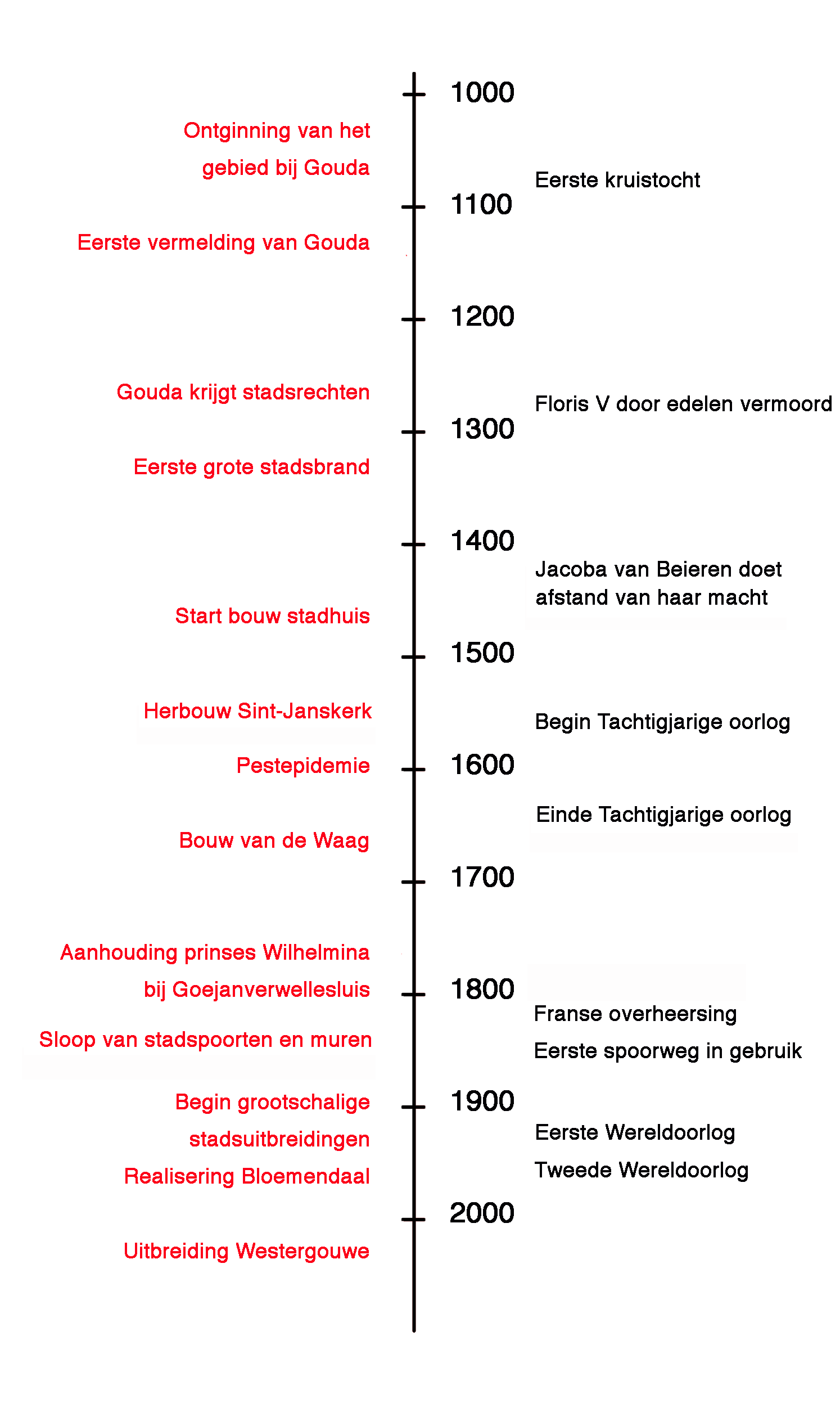
Tijdbalk van de geschiedenis van Gouda

De geschiedenis van Gouda beschrijft de ontwikkeling van Gouda als een kleine versterkte nederzetting aan de samenvloeiing van de Hollandse IJssel en Gouwe in de Nederlandse provincie Zuid-Holland rond 1300 tot een middelgrote provinciestad in de 21e eeuw.

## Vroegste geschiedenis
Van de bewoningsgeschiedenis voor 1000 was tot voor kort weinig bekend. Er waren enkele spaarzame bodemvondsten, die wezen op bewoning in de Romeinse tijd. In 2023 echter werd bij bodemonderzoek voorafgaande aan de aanleg van een nieuwe woonwijk Westergouwe, een aantal beenderen gevonden van meer dan 5000 jaar oud. Het zou gaan om een vis- en jachtkamp uit de Steentijd. Ook was er een bodemlaag met verbrijzelde gebruiksvoorwerpen, die nog onderzocht moeten worden.
Vermoedelijk waren er in de Romeinse tijd één of meer agrarische nederzettingen in het gebied nabij de Gouwe (de huidige wijk Bloemendaal). Waarschijnlijk is aan het einde van de 3e eeuw een einde aan deze bewoning gekomen onder meer door het natter worden van het milieu. Bij archeologisch onderzoek in 2005 werden vier Romeinse scherven en paaltjes van elzenhout eveneens uit de Romeinse tijd gevonden langs de Gouderaksedijk.
De plek waar Gouda nu ligt was rond het jaar 1000 drassig en bedekt met een moerasbos, met daarin veenriviertjes, zoals de Gouwe. De ontginningen van het veen ten oosten (vanuit Haastrecht) en ten westen (vanuit Moordrecht) van Gouda vonden in de 11e eeuw plaats. Daarna werd ook begonnen met de ontginning van het gebied langs de oevers van de Gouwe (Bloemendaal en de Korte Akkeren, inclusief het gebied van de huidige binnenstad).

## Middeleeuwen

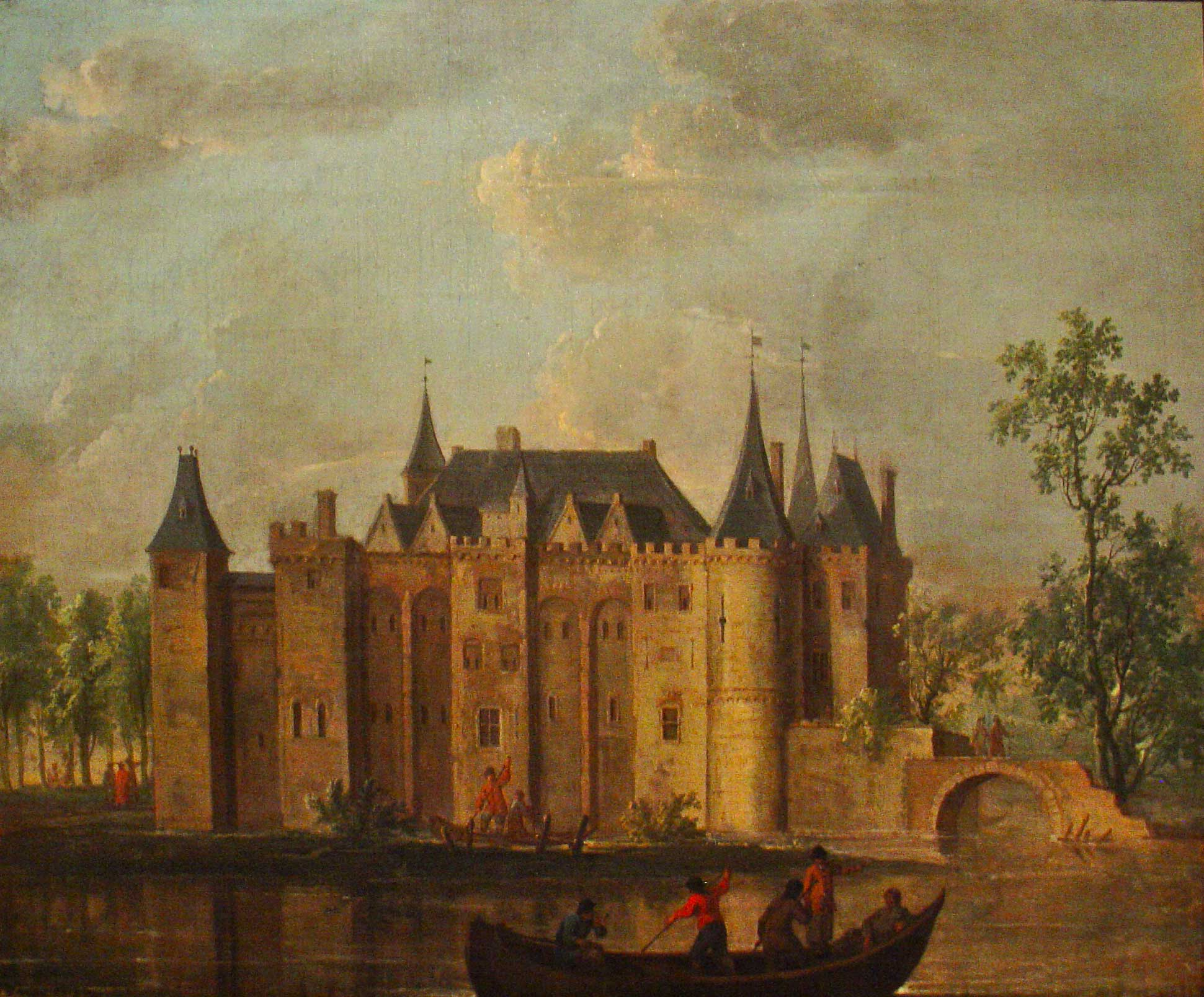
Het kasteel van Gouda door Christoffel Pierson

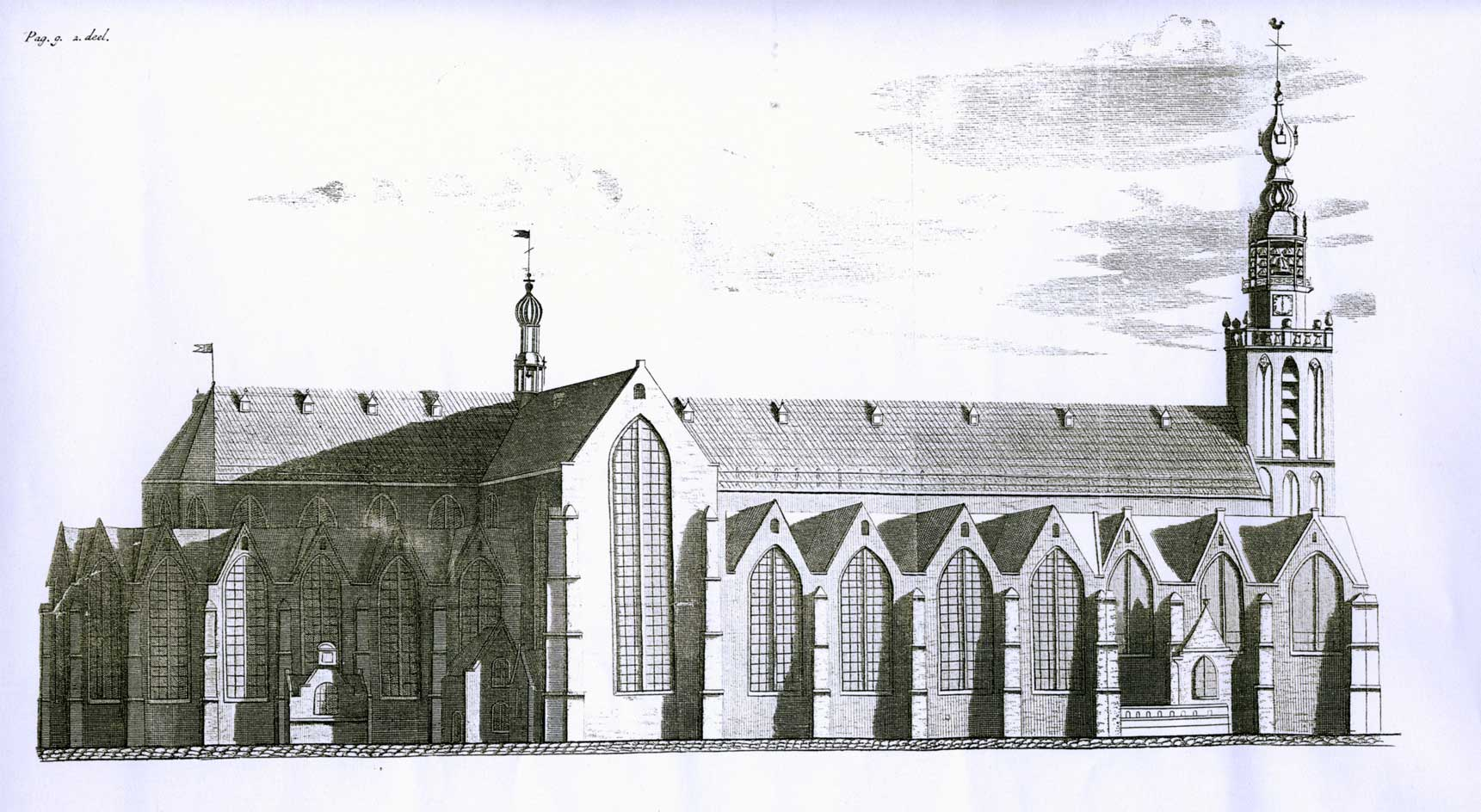
Sint-Janskerk, omstreeks 1714

In 1139 wordt de Gouwe voor het eerst vermeld in een oorkonde van de bisschop van Utrecht. In de 13e eeuw werd het riviertje de Gouwe door een kanaal verbonden met de Oude Rijn. In 1143 is voor de eerste maal sprake van Gouda in een oorkonde van de graaf van Holland. De monding van de Gouwe in de Hollandse IJssel werd uitgebreid tot een haven. Het kasteel van Gouda diende om de haven te beschermen. De hierdoor ontstane vaarroute werd gebruikt voor handel tussen Vlaanderen en Frankrijk met Holland en het Oostzeegebied. Vanaf de 12e eeuw kregen de graven van Holland steeds meer invloed in het gebied rond Gouda. In de loop van de 13e eeuw was de invloed van de bisschop van Utrecht minimaal geworden. In 1272 verleende graaf Floris V van Holland aan ridder Nicolaas van Kats sr. de stadsvrijheid van Gouda. Formeel was Gouda daarmee een Hollands leen geworden. Ook verkreeg Gouda van de graven van Holland het tolrecht voor de regionale binnenvaart. Schepen moesten een voorgeschreven vaarroute volgen. Deze route begon in Gouda en voerde via de Gouwe en Oude Rijn naar Leiden en vervolgens via de meren naar Haarlem, waar bij Spaarndam ook een sluis was. Zo verkreeg Gouda het alleenrecht op de tolheffing, waarvan zij de opbrengst overigens moest afstaan aan Holland. Het vele scheepvaartverkeer maakte dat Gouda verder kon groeien.
Al voor 1300 is er sprake van een kasteel (een motte) in Gouda, dat bewoond werd door de familie Van der Goude. Deze motte was gelegen in de omgeving van de huidige Molenwerf. Kort voor 1300 moet deze versterking zijn gesloopt op last van de graaf van Holland, waarschijnlijk omdat de Van der Goudes, aldus Sprokholt, direct of indirect betrokken waren geweest bij de moord op Floris V. De graven van Blois, de nieuwe heren van Gouda, lieten vervolgens van 1361 tot 1384 een nieuw kasteel aan de rand van de stad (waar Gouwe en Hollandse IJssel samenvloeiden) bouwen, het Kasteel van Gouda.
Omstreeks 1350 worden de stadssingels gegraven, vanaf dat moment is de begrenzing van de binnenstad definitief vastgelegd. De oude binnenstad bevindt zich binnen de Fluwelensingel, Blekerssingel, Kattensingel, Turfsingel en Hollandse IJssel. De bijbehorende verdedigingswerken worden daarna geleidelijk aangelegd en uitgebreid. Aan het einde van de 15e eeuw is de gehele binnenstad ommuurd en voorzien van poorten en torens. Het kasteel maakt aan de zuidoostelijke zijde van de stad onderdeel uit van deze verdedigingsring om de stad. In de 19e eeuw worden de poorten en muren geslecht, omdat zij hun oorspronkelijke verdedigingsfunctie hebben verloren.
In 1365 koopt het stadsbestuur van Gouda het marktveld van de heren Van der Goude om daar een stadhuis te bouwen. Toch zou het nog tot 1448 duren voordat daadwerkelijk met de bouw wordt begonnen. Volgens de stadshistoricus Ignatius Walvis is de gebrekkige financiële positie van de stad de oorzaak van het voortdurende uitstel. Het nieuwe stadhuis dient als vervanging van het oude, dat volgens Walvis aan de Gouwe (op de plaats van de latere brouwerij de Zwaan) heeft gestaan. Anderen situeren echter de voorloper van het huidige stadhuis op de plaats van het vroeger politiebureau op de Markt.
Grote stadsbranden woedden in 1361 en in 1438. Nadat diverse voorlopers van de Sint-Janskerk ten prooi aan de vlammen waren gevallen, wordt in 1552 de huidige kerk gebouwd naar een ontwerp van Cornelis Frederickszoon van der Goude.
In de 14e eeuw ontstaan de eerste ambachtsgilden in Gouda. De ambachtsgilden zorgen voor de bescherming van de economische positie van de Goudse handwerkslieden. Tevens zorgen de gilden voor de begrafenissen van hun leden en ondersteunen ze de weduwen en wezen en de zieke en oude gildeleden. Voor de hervorming bezitten de meeste gilden een eigen altaar in de Sint-Janskerk. De gilden reguleren tot hun liquidatie in 1815 het economisch leven in Gouda.

## Vroegmoderne Tijd

### Tachtigjarige Oorlog

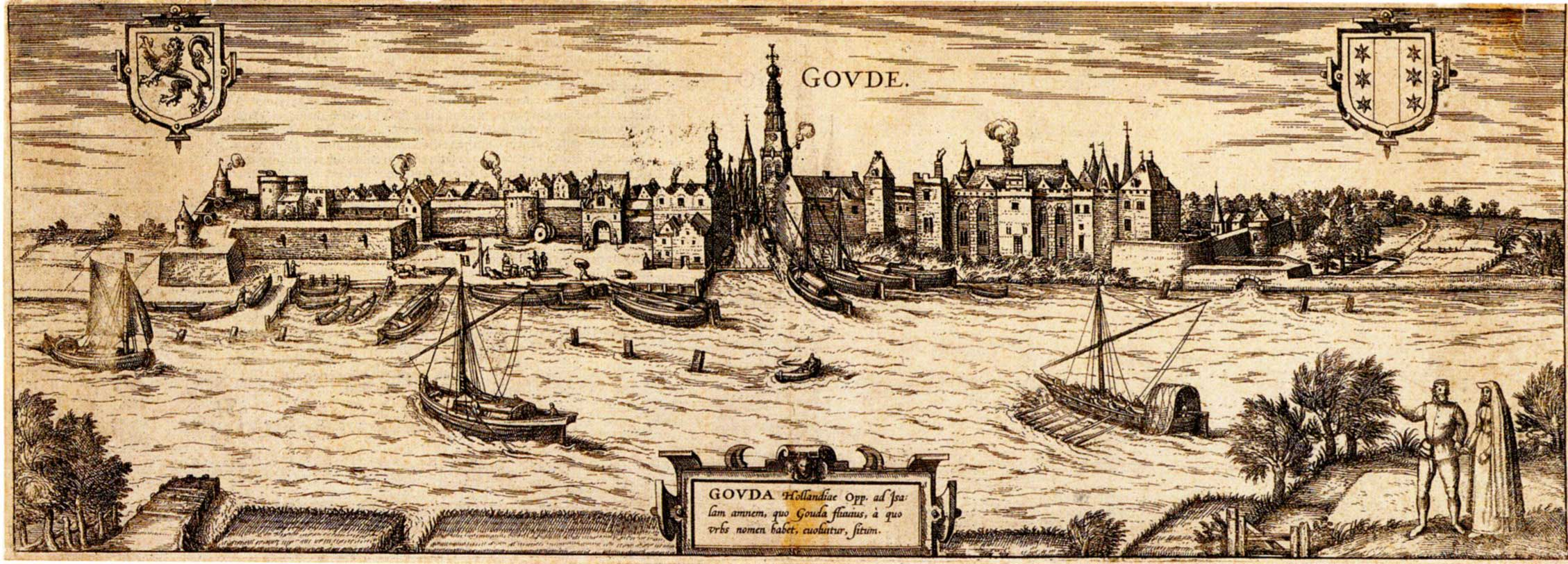
Zicht op Gouda vanaf de Hollandse IJssel (met rechts het kasteel) rond 1573

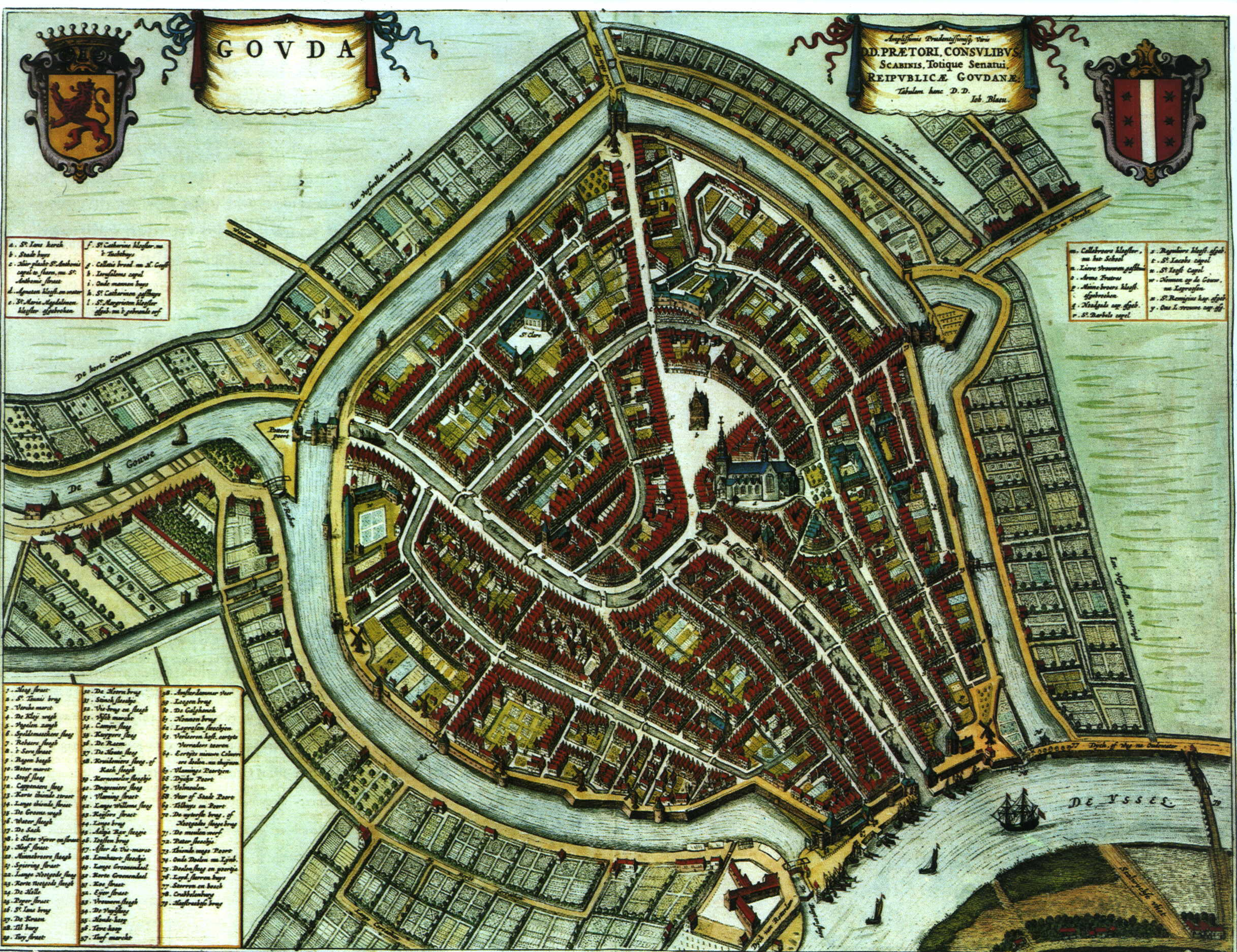
Gouda in 1652, door Joan Blaeu

Tot het begin van de Tachtigjarige Oorlog in 1568 heeft Gouda een belangrijke handel in bier en een welvarende lakenindustrie. Met het begin van de oorlog kwam het einde aan de mogelijkheid het bier te exporteren, waarna de bierhandel in Gouda inzakte en de meeste brouwerijen verdwenen. Duitsland, en vooral het noordwesten van Duitsland importeerde al haar bier uit Gouda naar hoofdzakelijk Hamburg, en was door de Nederlandse leveringsproblemen gedwongen eigen bier te gaan produceren.
In 1572 wordt de stad bezet door de geuzen onder leiding van Adriaen van Swieten. Er vinden plunderingen plaats en het stadsbestuur besluit de Sint-Janskerk te sluiten. De beruchte geuzenaanvoerder Lumey maakte ook in Gouda slachtoffers. Twee geestelijken worden gemarteld en ter dood gebracht. Diezelfde Lumey heeft, volgens de Goudse historicus Ignatius Walvis, ook nog in het kasteel van Gouda gevangengezeten, dat - aldus Walvis - "nog nat was van het door hem vergoten priestersbloed". Hij was door de Delftse stadsbestuurders aangeklaagd bij de Staten van Holland vanwege de moord op de Delftse kloostervoogd Cornelis Musius. Lumey zat - voor hij het land werd uitgezet - gevangen in achtereenvolgens Delft, het slot Honingen en het kasteel van Gouda. In 1573 wordt de Sint-Janskerk formeel overgedragen aan de gereformeerden. In 1577 wordt begonnen met het slopen van het kasteel.
Tot het Twaalfjarig Bestand heerst er in Gouda - in tegenstelling tot veel andere plaatsen in de republiek - een zeer tolerant klimaat ten opzichte andersdenkenden. De ruimdenkende predikant Herman Herbers speelt daarbij een belangrijke rol. De humanist Dirck Volkertsz. Coornhert voelt zich zeer aangetrokken door deze vorm van godsdienstvrijheid en draagt een van zijn werken De synodus van der consciëntiën vryheydt op aan het Goudse stadsbestuur. Vanuit deze achtergrond kiezen de Goudse predikanten in de strijd tussen remonstranten en contraremonstranten voor het remonstrantse kamp. Na de overwinning van de contraremonstranten op de Synode van Dordrecht in 1619 worden de drie Goudse remonstrantse predikanten de stad uitgezet. De gematigde baljuw Schaep wordt vervangen door de "ketterjager" Anthony Cloots, die gedurende enkele jaren intensief andersdenkenden in Gouda vervolgt. Na de dood van prins Maurits in 1625 luwen de vervolgingen. In de periode daarna wordt de gereformeerde kerk van Gouda geteisterd door twisten. Onder leiding van pastoor Petrus Purmerent weet de contrareformatie in Gouda veel terrein te winnen.

### Pestepidemieën
Tussen 1570 en 1680 wordt Gouda geteisterd door vier zware pestepidemieën in 1574, 1625, 1636 en 1673. De zwaarste pestepidemie was die van 1673 toen 2995 mensen stierven (20% van de bevolking). Zo was de jonge schilder Jan Daemesz. de Veth in 1625 een slachtoffer van deze gevreesde ziekte. De stadshistoricus Ignatius Walvis beschrijft dit als volgt:
Hy (de Veth) hadde voor het plaatsnijden te leeren, doch wierde in 't jaar 1625 oud ontrent dertig jaaren, van eene besmettelijke ziekte aangetast, en overwonnen.
Voor de pestlijders wordt in 1614 achter het leegstaande Maria Magdalenaconvent op de Varkensmarkt een pesthuis gebouwd. Het stadsbestuur treft tijdens de pestepidemieën tal van maatregelen om verspreiding van de ziekte tegen te gaan. Besmette huizen worden gesloten, bedstro en huisvuil moeten buiten de stad worden verbrand en pestlijders worden verplicht tot het dragen van een witte stok om daarmee goederen, die zij willen kopen aan te wijzen. De slachtoffers vallen allereerst onder de armsten van de stad, maar naarmate de epidemie heviger is, worden ook de rijkere burgers niet gespaard.

## Moderne Tijd

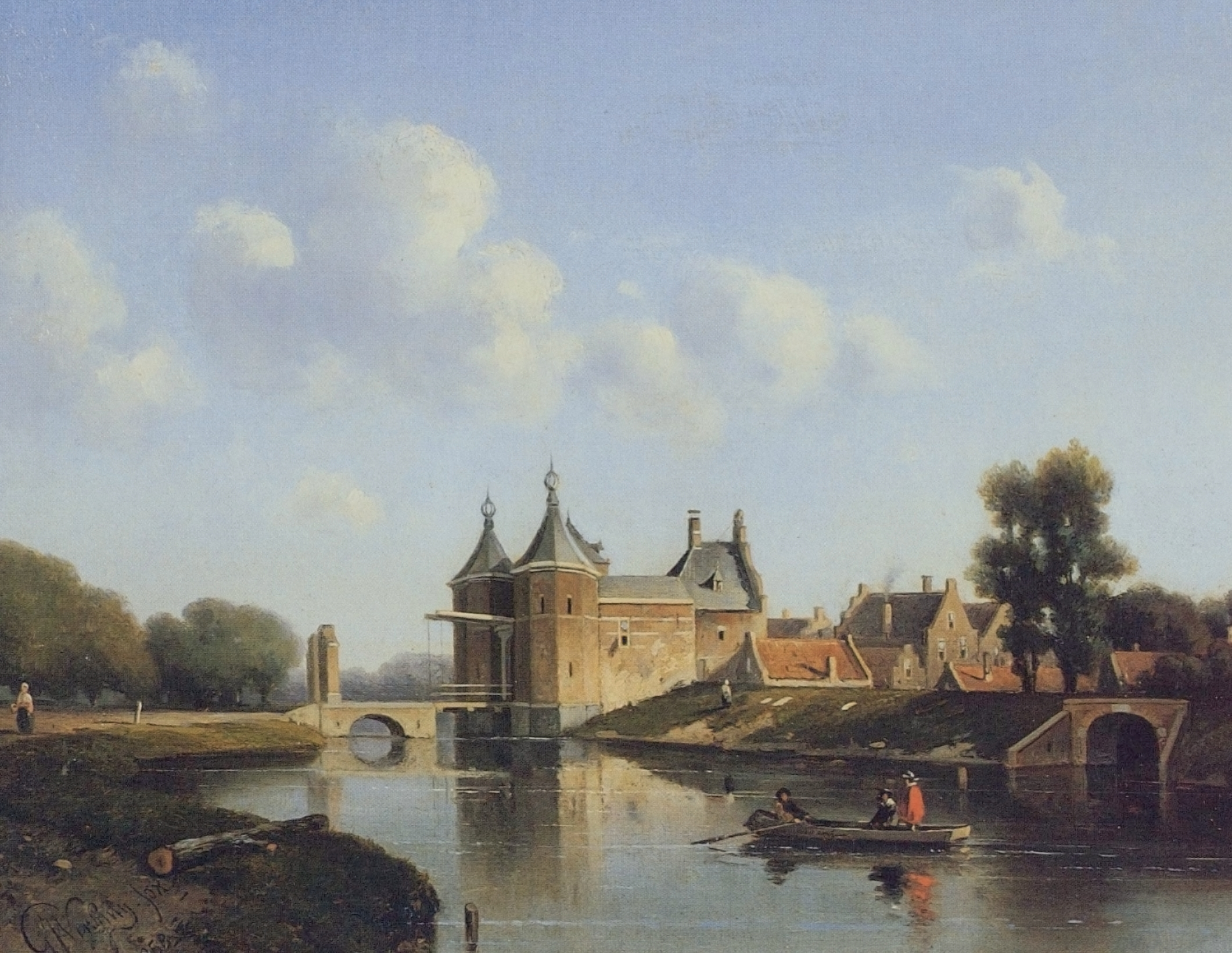
De Tiendewegspoort werd in 1854 als laatste van de vijf Goudse stadspoorten gesloopt

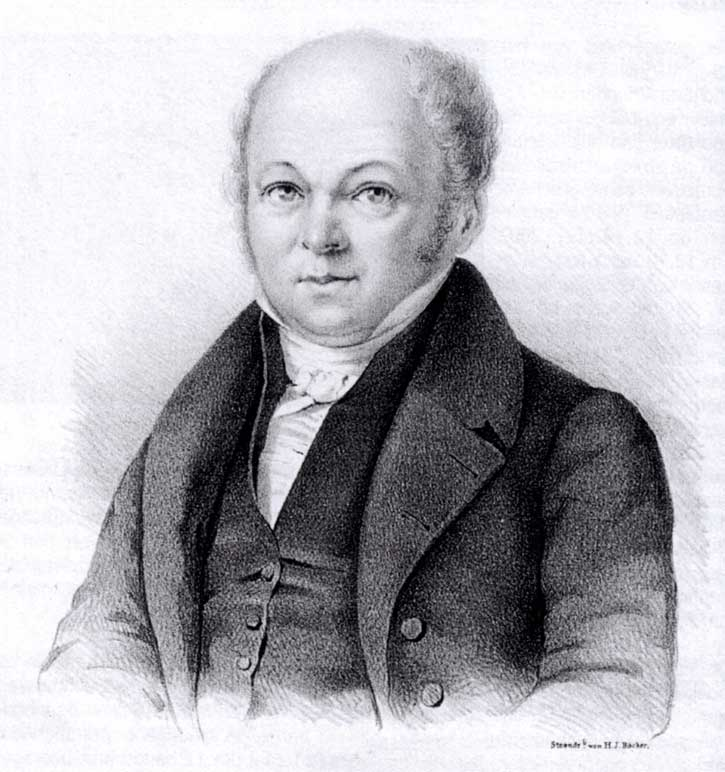
Stadsarts Willem Frederik Büchner speelde in de 19e eeuw een belangrijke rol voor de volksgezondheid in Gouda

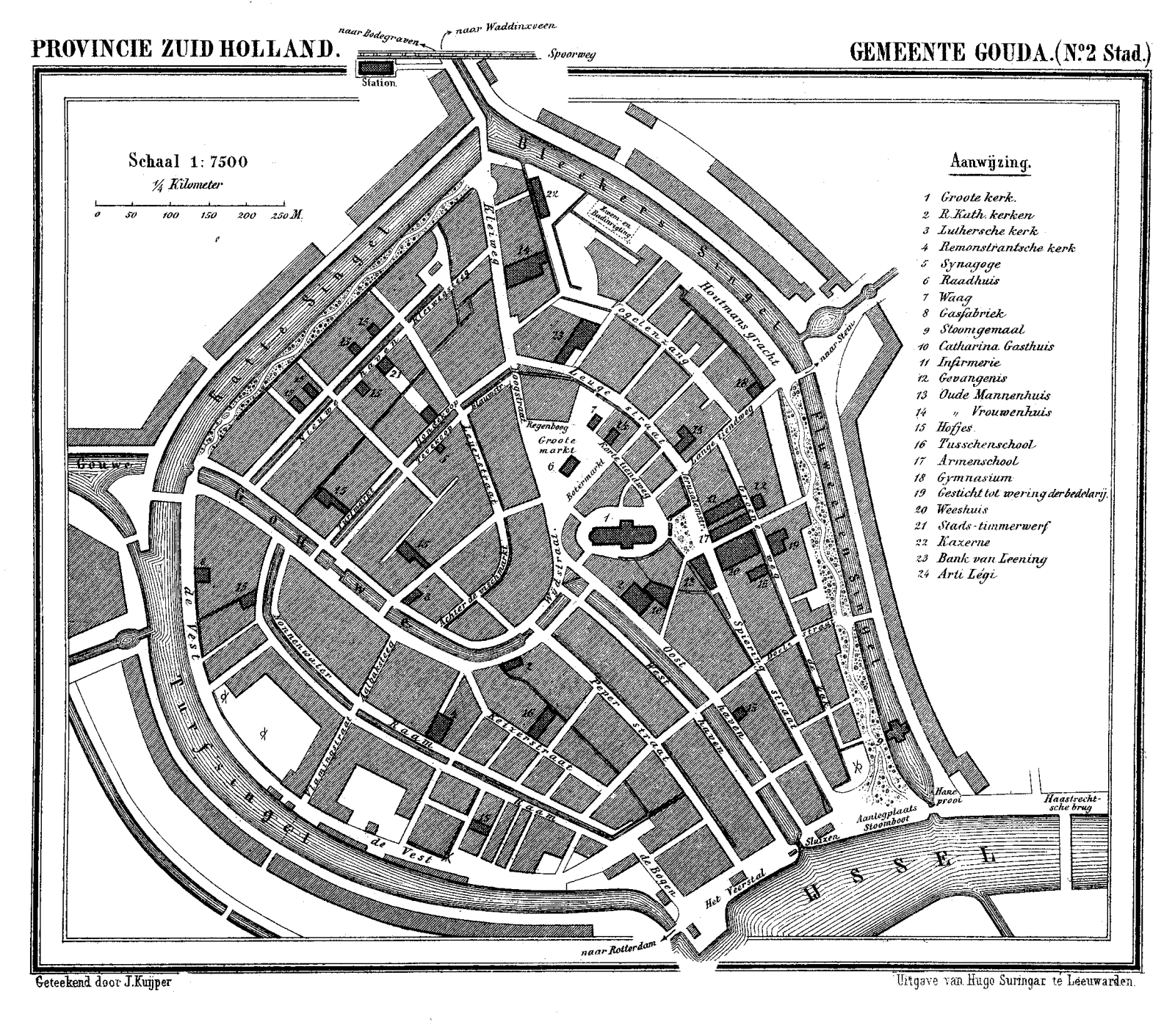
Zoals op deze stadskaart uit 1866 te zien is, duurde het tot diep in de 19e eeuw voordat Gouda grootschalig buiten de singels uitbreidde

Het laatste kwart van de 16e eeuw heeft Gouda te kampen met zware economische problemen. De stad herstelt zich in de eerste helft van de 17e eeuw en kent een bloeiperiode tussen 1665 en 1672. Door de oorlog, die uitbreekt in 1672 en de pestepidemie van 1673 is er sprake van een economische terugval (zelfs van de pijpenindustrie) tot ca. 1700. Daarna kent Gouda een periode van 30 jaar van grote vooruitgang en bloei.
In 1787 houden Goudse patriotten Wilhelmina van Pruisen, de vrouw van stadhouder Willem V, bij het plaatsje Bonrepas tegen op haar reis naar Den Haag. Deze gebeurtenis zou bekend worden als de Aanhouding bij Goejanverwellesluis. Het incident vormt de directe aanleiding voor de Pruisische inval in de Republiek. Het gezag van de stadhouder wordt voorlopig hersteld tot de Bataafse Revolutie.
Het economische tij verslechtert vanaf 1730. De stad maakt een periode van langdurig verval mee, die zou duren tot ver in de 19e eeuw. Gouda is in die periode een van de allerarmste steden van het land. De begrippen 'Gouwenaar' en 'bedelaar' werden - in die tijd - als synoniemen beschouwd. Vanaf 1830 worden de stadsmuren afgebroken. De laatste stadspoort, die wordt gesloopt in 1854 is de Tiendewegspoort. Omdat deze ook dienstdeed als gevangenis ("de warmoespot") bleef hij het langst gehandhaafd.
Pas in de tweede helft van de 19e eeuw gaat Gouda profiteren van het verbeterde economische klimaat. Nieuwe bedrijven als de Stearine Kaarsenfabriek (1853) en de Machinale Garenspinnerij (1862) fungeren daarbij als 'trekpaarden'. In 1855 wordt het station Gouda in gebruik genomen aan de nieuwe spoorlijn Rotterdam - Utrecht. De spoorverbinding met Den Haag volgde in 1870. Pas geleidelijk beseft Gouda het economisch belang van deze spoorverbindingen. Aanvankelijk weigert het gemeentebestuur te investeren in de kosten van een station, dat op het grondgebied van de gemeente Broek is gelegen. Pas na een latere grenscorrectie komt het station in de gemeente Gouda te liggen. In 1869 wordt een nieuw stationsgebouw gerealiseerd. Daarna wordt gezorgd voor een betere aansluiting van het station op het stratenplan van Gouda.
Naast de grote spoorwegen waren er ook kleinschaliger verbindingen. Hoewel de stad geen stadstram heeft gekend, waren er wel drie lokale tramlijnen. De eerste was de op 18 mei 1882 geopende lijn met stoomtractie naar Bodegraven. Vanaf 1892 tot de opheffing in 1917 werd deze lijn als paardentram geëxploiteerd. Door de IJsel Stoomtramweg-Maatschappij werd rond dezelfde tijd als de aanleg en opening van de lijn naar Bodegraven, een stoomtramlijn tussen de Goudse Fluwelensingel en Oudewater aangelegd. Deze verbinding werd geopend op 26 december 1883, maar op 7 augustus 1907 alweer opgeheven. Tot slot was er vanaf 1914 de tramlijn Gouda - Schoonhoven, uitgebaat door de SS (Maatschappij tot Exploitatie van Staatsspoorwegen). De verbinding werd opgeheven op 23 augustus 1942 omdat de Duitsers de sporen opbraken.

Als laatste spoorverbinding werd in 1934 de spoorlijn Gouda - Alphen aan den Rijn geopend door de Staatsspoorwegen.

### Cholera-epidemieën
Gouda wordt in de 19e eeuw verschillende malen getroffen door de cholera. In 1832 stierven voor het eerst inwoners van Gouda aan de Aziatische braakloop (cholera). Voor de lijders aan deze ziekte wordt een speciaal hospitaal voor braaklooplijders ingericht. Na deze eerste uitbraak volgen er meer. Honderden mensen vallen ten prooi aan deze zeer besmettelijke ziekte. Vooral de gebrekkige hygiënische omstandigheden en de slechte kwaliteit van het drinkwater (vaak grachtwater) in Gouda zijn hier debet aan. De stadsarts Willem Frederik Büchner brengt deze problematiek met grote regelmaat onder de aandacht van de stadsbestuurders. In 1872 wordt de eerste riolering aangelegd en in 1883 worden de eerste huizen aangesloten op een waterleidingnet. Deze maatregelen zorgen ervoor dat de ziekte wordt teruggedrongen en uiteindelijk verdwijnt.

### Stadsuitbreidingen
In de tweede helft van de 19e eeuw wordt een - zij het aarzelend - begin gemaakt met de uitbreiding van de stad buiten de singels. De echte grote stadsuitbreidingen dateren van na 1901. Door de vestiging van nieuwe bedrijven en uitbreiding van de bestaande bedrijven ontstaat een grote behoefte aan arbeiderswoningen. Zo worden onder meer de wijken Korte Akkeren aan de westzijde en Kort-Haarlem aan de oostzijde van de stad gebouwd.
Na de Tweede Wereldoorlog wordt Gouda allereerst in noordelijke richting verder uitgebreid (Stadskanaal-Noord). Later volgen Oosterwei in het oosten, Bloemendaal in het noordwesten, Plaswijck in het noordoosten en Goverwelle ten oosten van Oosterwei. De laatste stadsuitbreidingen zijn noodzakelijk omdat Gouda steeds meer het karakter van een 'overloopgemeente' krijgt voor plaatsen als Rotterdam en Den Haag. Met name de uitbreiding in de polder Bloemendaal levert Gouda een groot financieel probleem op. Door de drassige veenbodem zijn de kosten van de infrastructuur aanzienlijk hoger dan elders in het land. Daartegenover hebben de laatste stadsuitbreidingen wel gezorgd voor een nieuwe sociaal-economische bloei.

### Tweede Wereldoorlog
De Goudse burgemeester James wordt al in juni 1940 door de Duitsers gearresteerd en in 1941 vervangen door de NSB'er Liera. James neemt op de Bevrijdingsdag direct zijn oude ambt weer op.
Door de aanwezigheid van de spoorweg Utrecht-Den Haag langs de rand van Gouda is er lokaal door geallieerde bombardementen behoorlijke schade aangericht. De spoorlijnen ten westen en ten oosten van Gouda zijn regelmatig gebombardeerd. Het station is op 6 en 26 november 1944 doelgericht gebombardeerd. Ook het sluiscomplex werd een aantal maal aangevallen. Bij deze bombardementen worden ook woonhuizen getroffen en vallen er burgerslachtoffers (in het totaal vallen er 46 doden). Vooral de straten in de omgeving van het station hebben veel te lijden onder deze bombardementen. Maar ook elders in de stad worden door geallieerde bommen, soms per ongeluk, particuliere woningen getroffen. Bij de laatste bombardementen op 6 en 26 november 1944 vallen er minstens 25 doden en nog meer gewonden.
De Joodse bevolking van Gouda is grotendeels weggevoerd naar de vernietigingskampen en vermoord. Slechts 40 van hen hebben de Holocaust overleefd. In totaal zijn van de Goudse Joden er 328 omgebracht.

### Recente geschiedenis
Na de Tweede Wereldoorlog worden omvangrijke nieuwbouwprojecten (zie: stadsuitbreidingen) gerealiseerd. In de binnenstad wordt vanaf 1940 een begin gemaakt met de demping van de grachten: de Nieuwehaven en na de Tweede Wereldoorlog volgen de Raam, het Nonnenwater (waar eens een klooster stond), de Naaierstraat en Achter de Vismarkt. Mede door de protesten vanuit de burgerij en de veranderde inzichten bij stedenbouwkundigen wordt niet verdergegaan met het dempen van de historisch waardevol geachte stadsgrachten.
In 1977 verdwijnt de wekelijkse markt van varkens en biggen, de grootste in Nederland, uit de stad. De wekelijks kaasmarkt op donderdag blijft alleen als toeristisch fenomeen gehandhaafd. Het huidige centraal station is gebouwd in 1984.
Gouda telt sinds de jaren 70 en 80 van de 20e eeuw een grote groep inwoners van Marokkaanse afkomst, die oorspronkelijk als gastarbeiders naar Nederland zijn gehaald. In het straatbeeld heeft dat geleid tot opvallende veranderingen door de bouw van een drietal moskeeën: Moskee Nour aan de Raam, Moskee El-Fath in de Spieringstraat en Moskee Sallam in Oosterwei.

## Culturele geschiedenis

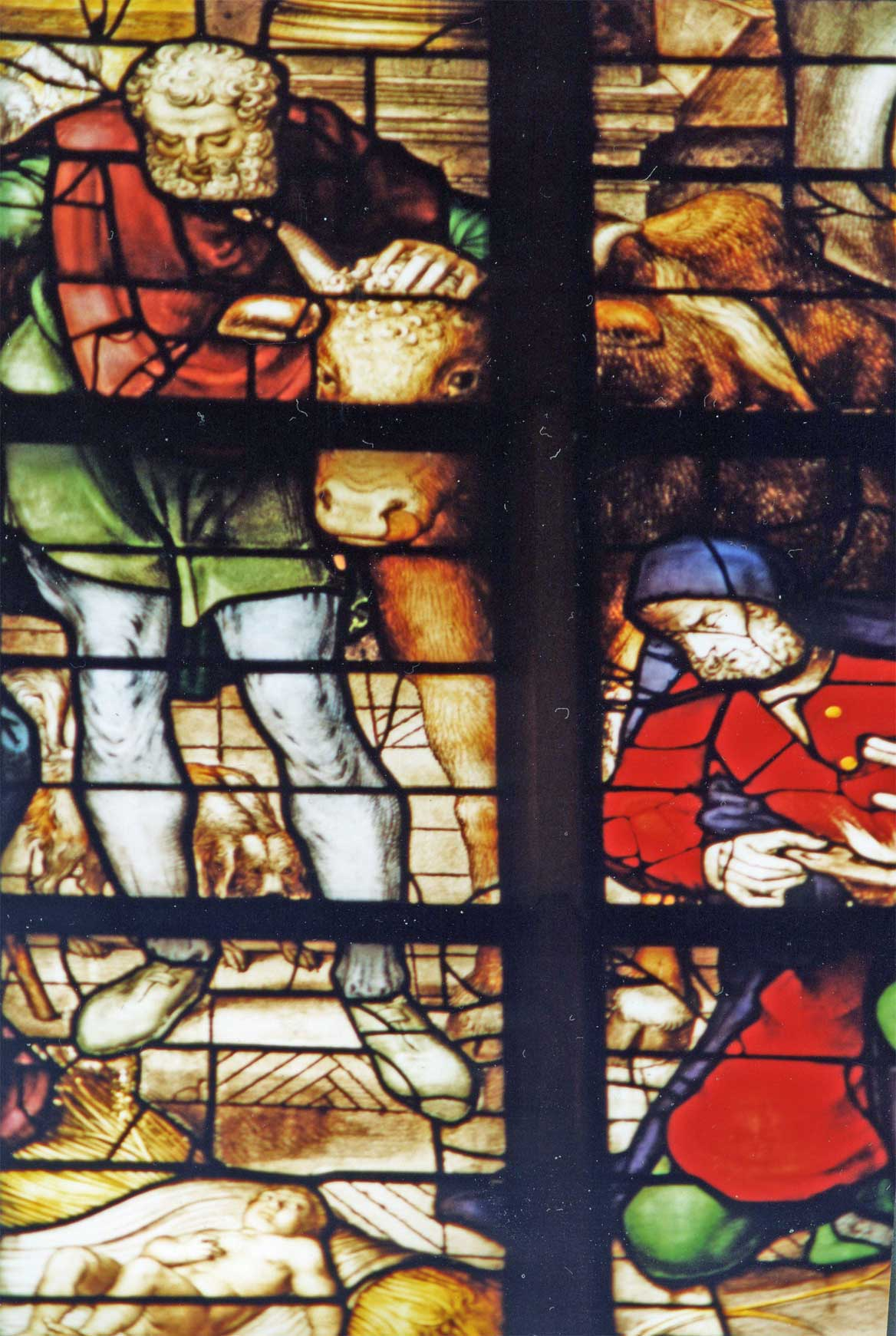
Fragment uit het "geboorteglas" door Wouter Crabeth

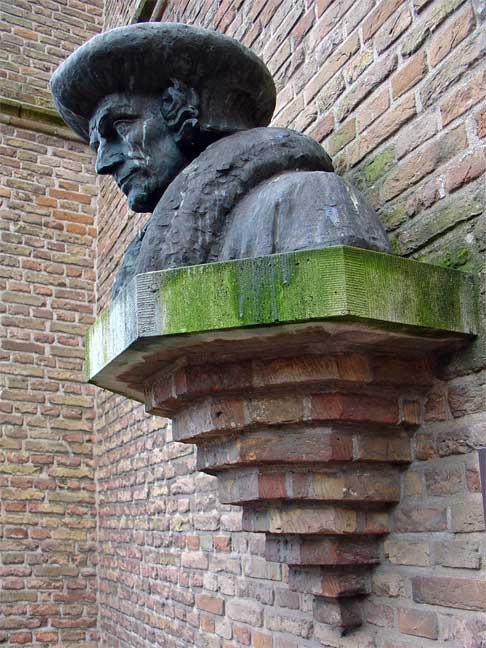
Buste van Erasmus in Gouda door Hildo Krop

### Bouwkunst
Gouda telt een aantal interessante bouwkundige objecten, zoals de Sint-Janskerk, het stadhuis, de Waag en het huis 'de vier gekroonden'. De Sint-Janskerk en het Huis 'De vier gekroonden' staan beide in de Top 100 van de Rijksdienst voor de Monumentenzorg. Van de personen die een rol in de bouwkundige geschiedenis hebben gespeeld is onder meer Pieter Post, de ontwerper van de Waag, vermeldenswaard, evenals stadsbeeldhouwer Gregorius Cool, van wie nog verscheidene werken in Gouda te vinden zijn.

### Schilderkunst
De gebrandschilderde ramen van de Sint-Janskerk door de gebroeders Dirck en Wouter Crabeth zijn een mooi voorbeeld van toegepaste schilderkunst in Gouda. Daarnaast heeft Gouda diverse interessante schilders voortgebracht, waarvan Pieter Pourbus (16e eeuw), Cornelis Ketel (16e/17e eeuw), Wouter Crabeth (17e eeuw, een kleinzoon van de glasschilder), Dirk Johannes van Vreumingen (19e eeuw), Gijsbert Johannes Verspuy (19e eeuw) en Carla Rodenberg (20e eeuw) representanten zijn.

#### Geschiedschrijving
Een afzonderlijke vermelding verdienen de geschiedschrijvers. In de eerste plaats kan genoemd worden de in Gouda geboren, door Johan van Oldenbarnevelt benoemde, officiële geschiedschrijver van Holland en Zeeland, Pieter Cornelisz. Bockenberg. Tragisch is dat zijn levenswerk “Annales Hollandiae et Zeelandiae” nooit is gepubliceerd. Het handschrift van dit vijfdelige werk berust bij de Koninklijke Bibliotheek.
De geschiedenis van de stad Gouda is uitvoerig beschreven door de priester Ignatius Walvis in "Beschrijving der stad Gouda" (1714) en door Cornelis Johan de Lange van Wijngaerden in "Geschiedenis der Heeren en beschrijving der stad van der Gouda" (1813/1817). Deze laatste is meer bekend geworden vanwege de aanhouding, die onder zijn leiding geschiedde, van prinses Wilhelmina bij de Vlist.

## Economische geschiedenis

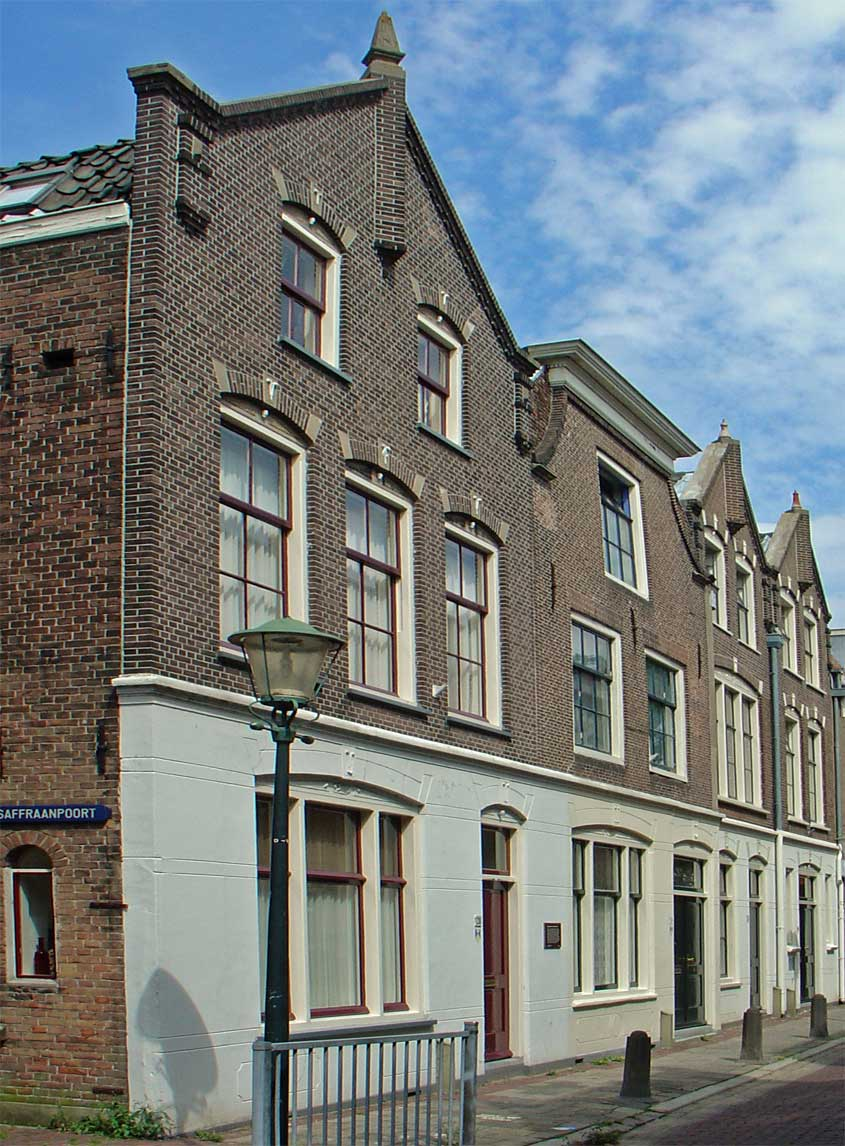
De vier vroegere plateelfabrieken van Van der Want

Gouda is op economisch gebied bekend vanwege de Goudse pijpen en aardewerk, Goudse kaarsen, Goudse stroopwafels en de Goudse kaas.

### Pijp- en plateelindustrie
Al in de 17e eeuw kwam de fabricage van de Goudse pijpen tot ontwikkeling. Enkele pijpfabrieken ontwikkelden zich in de 19e eeuw tot aardewerkfabrieken o.a. Goedewaagen en de familiebedrijven Van der Want. Daarnaast begon in 1898 de Plateelbakkerij Zuid-Holland met de fabricage van aardewerk. Tot ruim na de Tweede Wereldoorlog heeft deze bedrijfstak in Gouda goed gefloreerd en werd Gouds plateel een begrip. Het museum het Catharina Gasthuis bezit een omvangrijke collectie Gouds plateel van de genoemde bedrijven.

### Kaarsenindustrie
In 1853 richtte de apotheker A.A.G. van Iterson samen met A. Schoneveld van der Cloet en D.W. Westerbaan de N.V. Stearine Kaarsenfabriek Gouda op. Sinds die tijd is de Goudse kaars een belangrijk exportartikel. De productie ervan is overigens vanwege kostenoverwegingen uit Gouda verdwenen. De jaarlijkse kaarsjesavond in december is een toeristische attractie.

### Goudse kaas
Traditioneel werd de in de regio gemaakte boerenkaas verhandeld op de wekelijkse kaasmarkt op de donderdag in Gouda. De kaas werd gewogen in de Waag en verhandeld op de Markt. Na de opkomst van de fabriekskaas verloor de kaasmarkt haar betekenis. Thans vindt er nog slechts een voor het toerisme in stand gehouden kaasmarkt plaats.

### Goudse stroopwafel
In het begin van de 19e eeuw werden de eerste stroopwafels in Gouda gebakken. In de 19e eeuw waren er meer dan 100 stroopwafelbakkers in de stad. Anno 2007 zijn er nog vier over. Elk van deze bakkers bereidt de stroopwafel volgens een zorgvuldig geheimgehouden recept. Als exportartikel en als toeristische attractie is de stroopwafel een belangrijk product.

## Wapen van Gouda

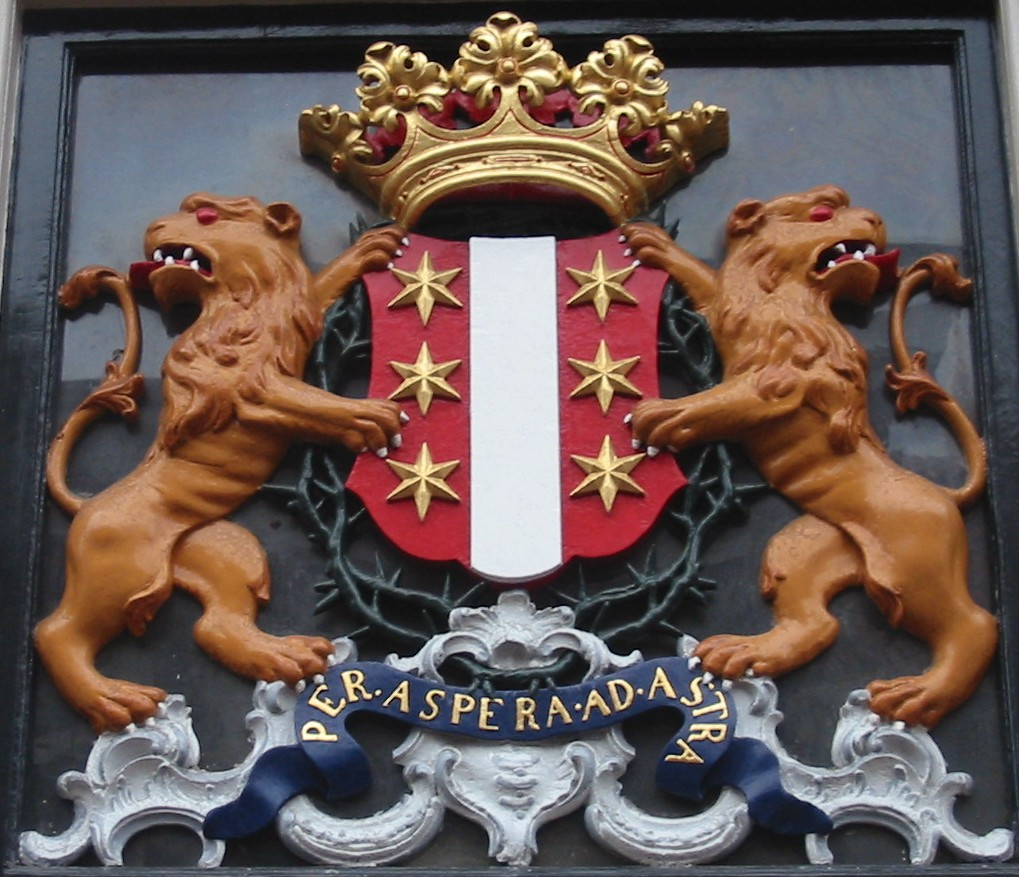
Gemeentewapen van Gouda

Het gemeentewapen vindt waarschijnlijk zijn oorsprong in het familiewapen van de heren Van der Goude, die een belangrijke rol hebben gespeeld in de geschiedenis van Gouda.
Bij besluit van de Hoge Raad van Adel van 24 juli 1816 is het officiële wapen van Gouda als volgt omschreven:

Van keel, beladen met eenen pal van zilver, en verzeld, ter werdzijde van drie zespuntige sterren van goud, staande in den zin van den pal. Het schild gedekt met eene kroon met vijf fleurons, alles van goud, en omgeven van eene doornenkrans. Voorts vastgehouden door twee klimmende leeuwen in hunne natuurlijke verwen en onder hetzelve het oude motto 'Per aspera ad astra'.

## Chronologisch overzicht

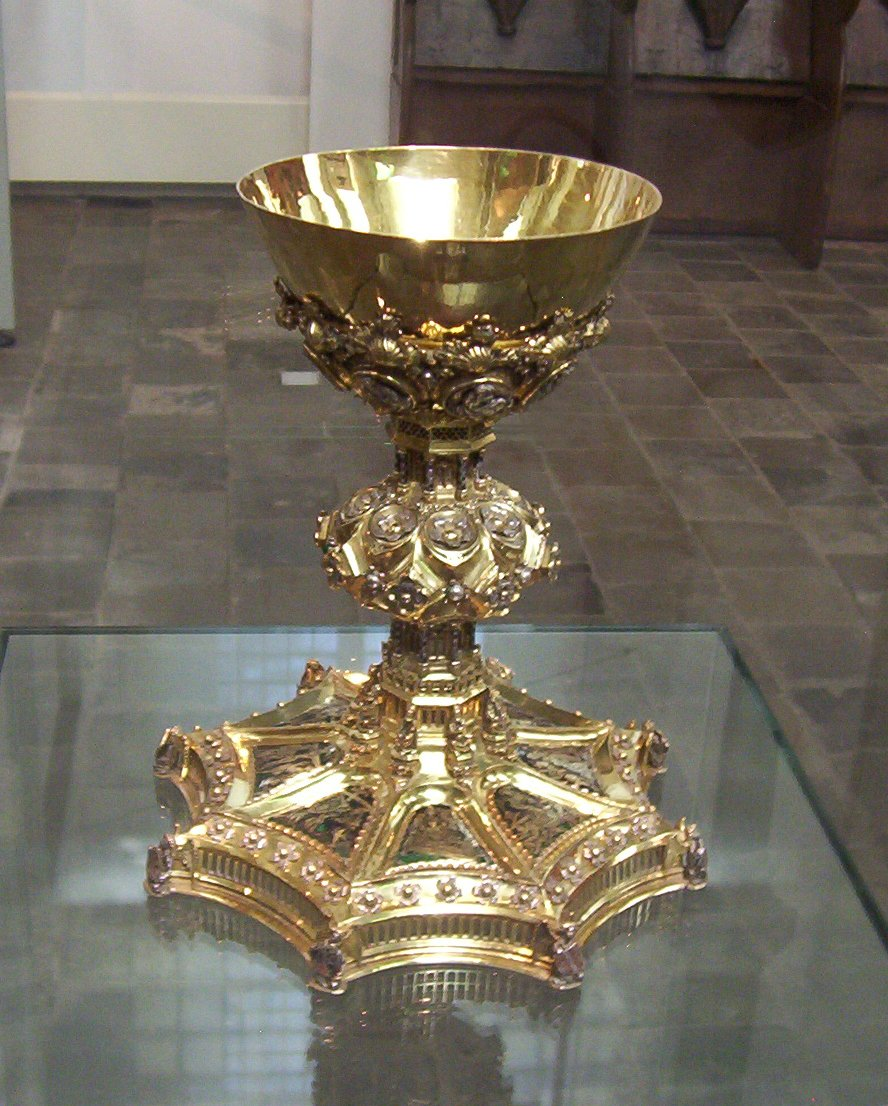
Miskelk geschonken door Jacoba van Beieren aan de stad Gouda voor de aan haar verleende steun (1426)

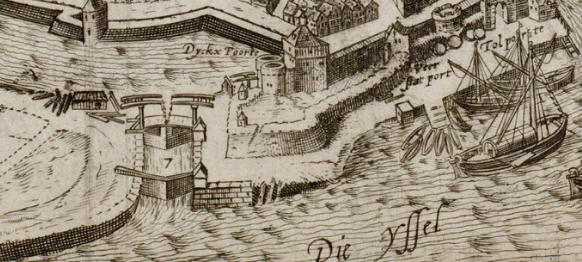
Fragment van een kaart van Gouda uit 1585 met de Mallegatsluis (1585); bij (7) "Die nieuwe Sluys buyten der Stadt"

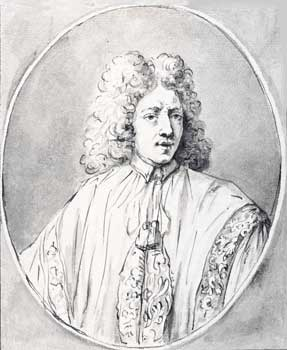
Ignatius Walvis, schrijver van de eerste stadsgeschiedenis van Gouda (1714)

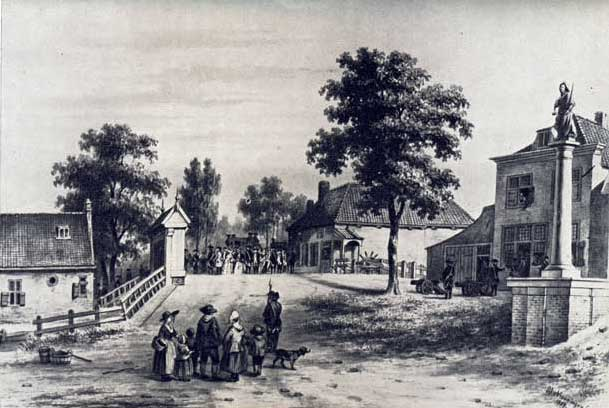
Aankomst van prinses Wilhelmina in 1787 bij Goejanverwellesluis getekend door Dirk Johannes van Vreumingen

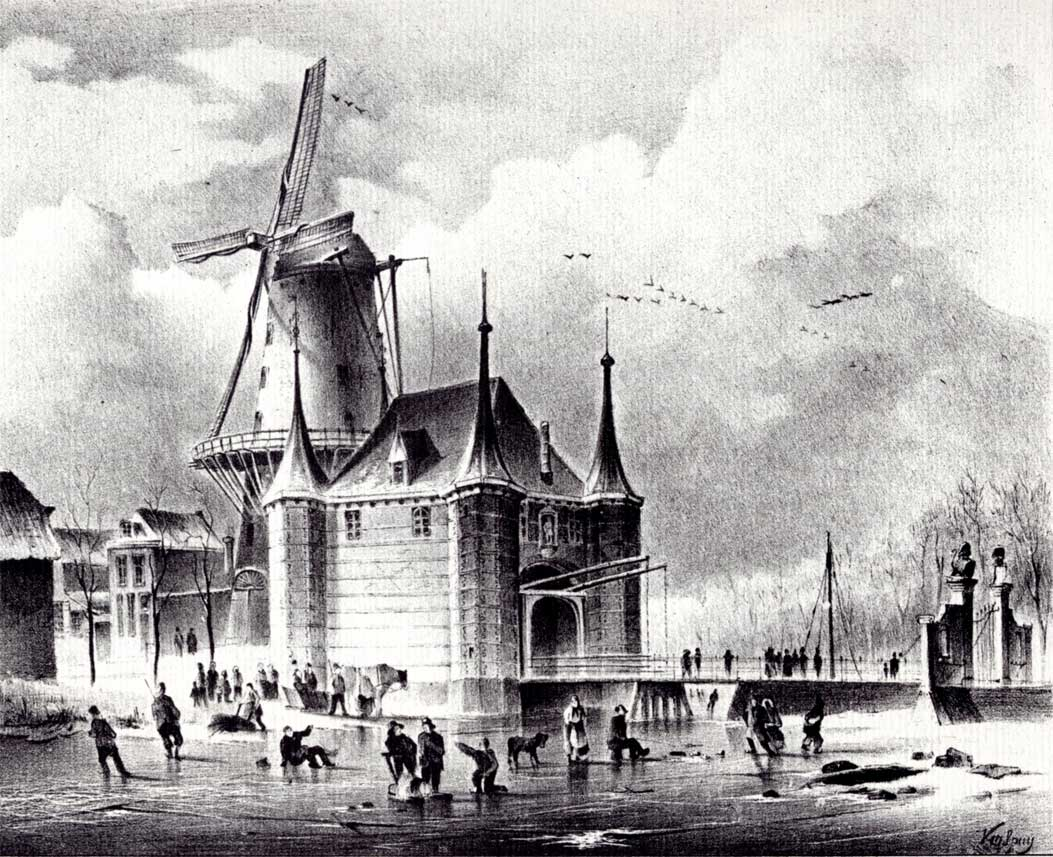
Gezicht op de Kleiwegspoort bij winter door Gijsbert Johannes Verspuy

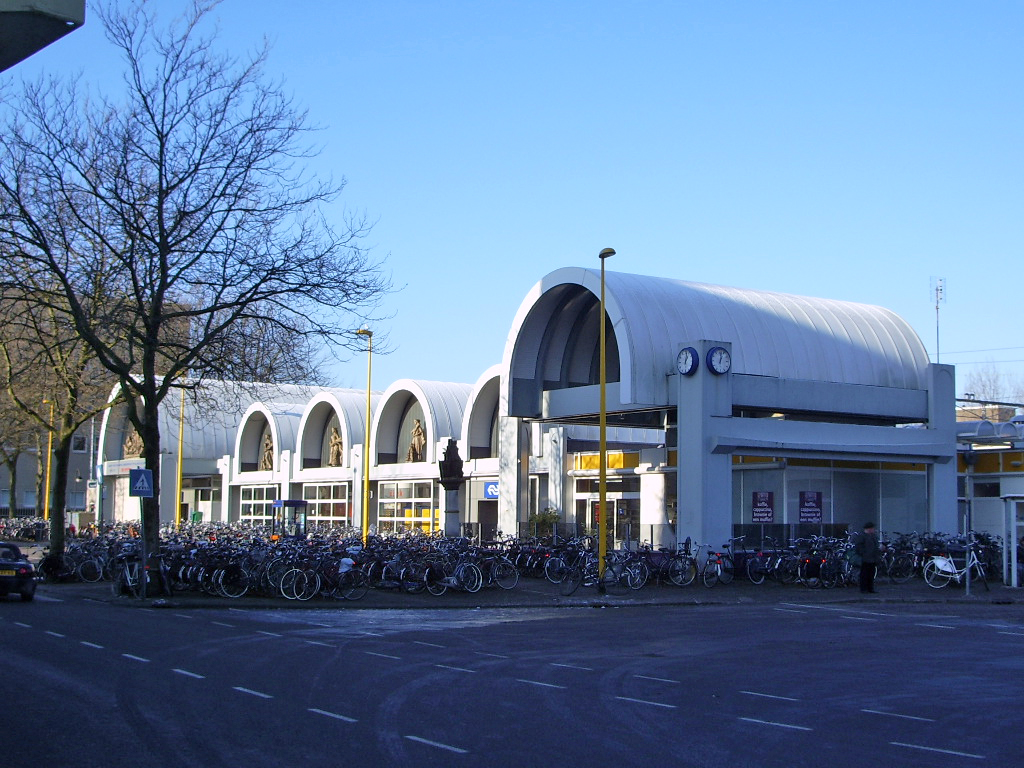
Het nieuwe station van Gouda (1980)

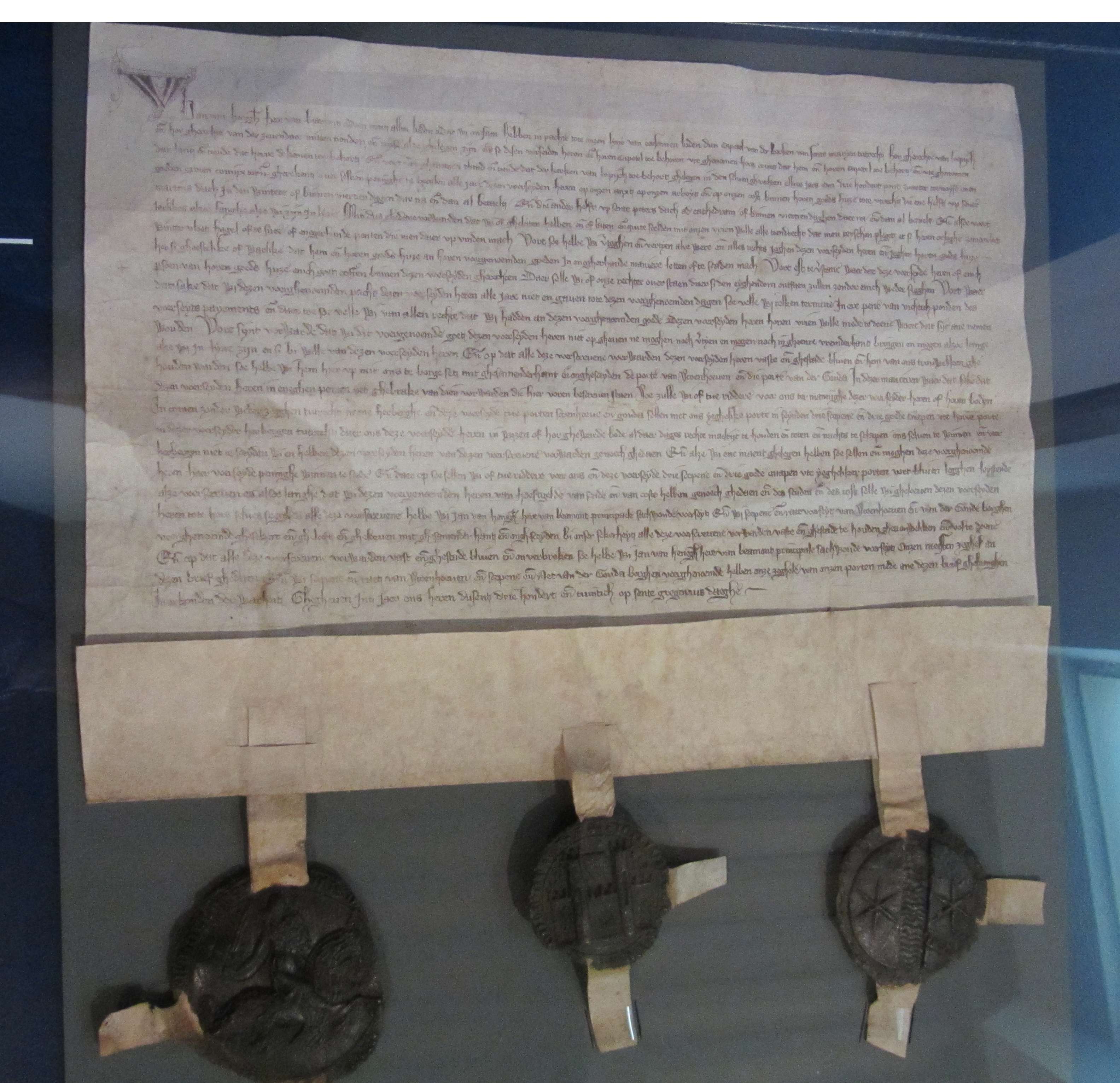
Oorkonde, met rechts het oudst bekende stadszegel van Gouda

Onderstaande kroniek geeft een chronologisch overzicht van de belangrijkste gebeurtenissen uit de geschiedenis van Gouda.
| Jaartal   | Gebeurtenis |
| --------- | --- |
| 1139      | Eerste vermelding van de naam Gouwe. |
| 1143      | Gouda wordt voor het eerst genoemd in een oorkonde van de graaf van Holland                                                                   |
| 1248      | Bouw eerste kerk van Gouda. |
| 1272      | Gouda krijgt stadsrechten van graaf Floris V.                                                                                                 |
| 1340      | Er wordt begonnen met de aanleg van singels en de ommuring.                                                                                   |
| 1361      | Eerste grote stadsbrand waarbij ook de eerste Sint Janskerk wordt verwoest.                                                                   |
| 1379      | Het kasteel van Gouda wordt voltooid. |
| 1395      | Guy van Blois verkoopt het marktveld van Gouda aan de stad.                                                                                   |
| 1410      | Tweede St.-Janskerk in gebruik genomen. |
| 1426      | Jacoba van Beieren schenkt een miskelk aan Gouda voor aan haar bewezen diensten.                                                              |
| 1438      | Grote stadsbrand, slechts vijf huizen blijven gespaard.                                                                                       |
| 1443      | Inwijding derde St.-Janskerk. |
| 1448      | Aanvang bouw stadhuis. |
| 1552      | Door blikseminslag in de toren brandt de St.-Janskerk af; de kerk wordt daarna weer herbouwd.                                                 |
| 1572      | De geuzen bezetten onder leiding van Adriaen van Swieten de stad en Gouda kiest de zijde van Willem van Oranje.                               |
| 1576      | Bouw van de Mallegatsluis ten behoeve van een snellere doorvaart langs Gouda (aanvankelijk uitsluitend voor oorlogsschepen).                  |
| 1595      | De Goudse gebroeders Cornelis en Frederik de Houtman maken hun eerste reis naar Oost-Indië.                                                   |
| 1602      | Pestepidemie. |
| 1617      | Willem Baernelts begint in Gouda met de pijpmakerij.                                                                                          |
| 1647      | Oprichting van de ‘bossen’ (als voorloper van het ziekenfonds).                                                                               |
| 1667      | Besluit tot de bouw van de Waag door Pieter Post.                                                                                             |
| 1714      | Eerste stadsgeschiedenis door Ignatius Walvis gereed.                                                                                         |
| 1783      | Oprichting vrijcorps (dat in 1787 onder leiding van Cornelis Johan de Lange van Wijngaerden prinses Wilhelmina bij de Vlist zou tegenhouden). |
| 1792      | De Goudsche Courant verschijnt voor het eerst.                                                                                                |
| 1808      | Laatste toren van het voormalige kasteel van Gouda wordt gesloopt.                                                                            |
| 1813/1817 | Tweede stadsgeschiedenis door Cornelis Johan de Lange van Wijngaerden verschijnt.                                                             |
| 1816      | Oprichting Kamer van Koophandel voor Gouda en omstreken.                                                                                      |
| 1828      | Besloten wordt tot sloop van de stadsmuren (inclusief poorten en torens).                                                                     |
| 1836      | Afgescheidenen beleggen eigen kerkdiensten.                                                                                                   |
| 1846      | Opening zwembad aan de Houtmansgracht. |
| 1850      | Oprichting van de "werkinrichting tot wering van de bedelarij".                                                                               |
| 1853      | Oprichting van de N.V. Stearine Kaarsenfabriek Gouda.                                                                                         |
| 1853      | Gasverlichting wordt ingevoerd |
| 1855      | Gouda wordt aangesloten op de spoorlijnen naar Utrecht en Rotterdam (in 1870 met Den Haag)                                                    |
| 1860      | Laatste terechtstelling op het schavot van Gouda (ophanging van Pieter Pijnacker uit Reeuwijk).                                               |
| 1883      | Goudsche Waterleidingmaatschappij voorziet Gouda van drinkwater.                                                                              |
| 1903      | Nieuwe Vaart is gereed (nieuwe verbinding met de Gouwe).                                                                                      |
| 1910      | Bouw elektrische centrale aan de Hoge Gouwe.                                                                                                  |
| 1910      | Oprichting van de Ambachtsschool. |
| 1915      | Instelling van een gemeentelijke reinigingsdienst.                                                                                            |
| 1922      | Opheffing van het laatste militaire garnizoen.                                                                                                |
| 1926      | Oprichting van de VVV. |
| 1929      | Opening Openbare Leeszaal. |
| 1931      | Aanvang bouw Julianasluis; tevens wordt er een nieuw verbindingskanaal tussen Hollandse IJssel en Gouwe gegraven.                             |
| 1932      | Opening Goudsche Industrie- en Huishoudschool.                                                                                                |
| 1936      | Kaarsenfabriek door brand verwoest. |
| 1944      | Het station van Gouda wordt gebombardeerd. |
| 1948      | Opheffing laatste tol. |
| 1968      | Start bouw van de nieuwe wijk Bloemendaal. |
| 1977      | De wekelijkse markt van varkens en biggen verdwijnt uit de stad.                                                                              |
| 2004      | Gouda krijgt toestemming om in westelijke richting uit te breiden (Westergouwe).                                                              |
| 2014      | Uitbreiding Julianasluis. |

## Stadszegel van Gouda uit 1321
Aan de Oorkonde van St. Gregoriusdag van 12 maart 1321, opgesteld door Jan van Beaumont ook bekend als Jan van Blois en Jan van Henegouwen, zijn drie zegels bevestigd. Links de zegel van Jan van Beaumont te paard, in het midden een zegel van Schoonhoven en rechts het Goudse zegel. De oorkonde werd ontdekt door onderzoeker Bart Ibelings in het Utrechts archief. Met deze vondst is dit de oudst bekende stadszegel van Gouda. Tijdens het jaar "Gouda 750" in 2022 was het zegel een onderdeel van de Tentoonstelling "Het Middeleeuwse Gouda" in Museum Gouda.

## Nieuwste Literatuur
- Abels, P.H.A.M [et al.], "Geschiedenis van Gouda", Hilversum, 2021